# Trzymaj ze Steinami
Trzymaj ze Steinami lub Moja bar micwa (ang. Keeping Up with the Steins) – amerykański film komediowy z 2006 roku napisany przez Marka Zakarina oraz wyreżyserowany przez Scotta Marshalla. Zdjęcia kręcono w Los Angeles.
Premiera filmu miała miejsce 12 maja 2006 roku w Stanach Zjednoczonych.

## Opis fabuły
Benjamin (Daryl Sabara) wkrótce kończy trzynaście lat. Jak każdy żydowski chłopiec, będzie świętował uroczysty moment wejścia w dorosłe życie. Przygotowaniem do bar micwy zajmują się jego rodzice. Przerażony i zestresowany Ben wpada na pomysł, by zaprosić dziadka, lekkoducha i luzaka, który w mgnieniu oka rozładuje napiętą sytuację.

## Obsada
- Daryl Sabara jako Benjamin "Ben" Fiedler
- Jami Gertz jako Joanne Fiedler
- Jeremy Piven jako Adam Fiedler
- Larry Miller jako Arnie Stein
- Sandra Taylor jako Raylene Stein
- Carter Jenkins jako Zachary "Zach" Stein
- Miranda Cosgrove jako Karen Sussman
- Britt Robertson jako Ashley Grunwald
- Cheryl Hines jako Casey Nudelman
- Garry Marshall jako Irwin Fiedler
- Daryl Hannah jako Sandy Frost
- Doris Roberts jako Rose Fiedler
- Richard Benjamin jako Rabbi Schulberg

i inni